# Yann Guyot
Yann Guyot est un coureur cycliste français né le 26 février 1986 à Vannes. Pratiquant le triathlon, Il est champion de France de duathlon longue distance en 2021.

## Biographie
Yann Guyot naît le 26 février 1986 à Vannes dans le département du Morbihan.
Il entre en 2011 dans l'équipe Armée de terre. 
En 2014, il remporte le titre de champion de France amateurs. Sa très bonne saison 2014 lui permet de gagner le Trophée ACCDN-ROCC Tour devant les deux coureurs du Vendée U Romain Cardis et Thomas Boudat.
En 2015, l'équipe Armée de terre devient une équipe continentale, Yann Guyot y devient professionnel. Le 1er mars 2015, il obtient son premier résultat significatif en tant que professionnel, finissant septième de la Drôme Classic. Le 17 avril, il remporte la troisième étape du Tour du Loir-et-Cher. Le 10 mai, il prend la 11e place du GP de la ville de Nogent-sur-Oise puis la 10e, le 31, des Boucles de l'Aulne. Opéré de l'artère iliaque, sa saison prend fin prématurément, dès août, sur les routes de la Polynormande. 
À la suite de cette opération, il ne retrouve des sensations qu'à partir des Quatre Jours de Dunkerque, 15e du général, en mai 2016. Une saison où il se distingue principalement sur le calendrier amateur, levant les bras lors du Grand Prix de la Saint-Laurent, 2e du Grand Prix de Fougères, 3e du Grand Prix Lorient Agglomération ou encore 4e de la Ronde mayennaise.
Coéquipier modèle, présent lors des victoires de Jordan Levasseur sur la Ronde de l'Oise, de Yannis Yssaad sur le Trophée Joaquim-Agostinho ou pour Bryan Alaphilippe sur le Tour du Portugal, il n'est néanmoins pas conservé au terme de la saison et fait son retour dans le peloton amateur, rejoignant le VC Rouen 76.
En 2019, en parallèle de sa saison cycliste avec Laval Cyclisme, il se lance dans le triathlon avec le club de Saint-Grégoire Triathlon. Sa carrière de triathlète débute sur le Cannes International Triathlon avec une 18e place. Très vite, il progresse et se distingue sur le Triathlon International de Deauville en montant sur la troisième marche du podium. Il se classe ensuite deuxième du TriatBreizh en juillet. 

## Palmarès en cyclisme

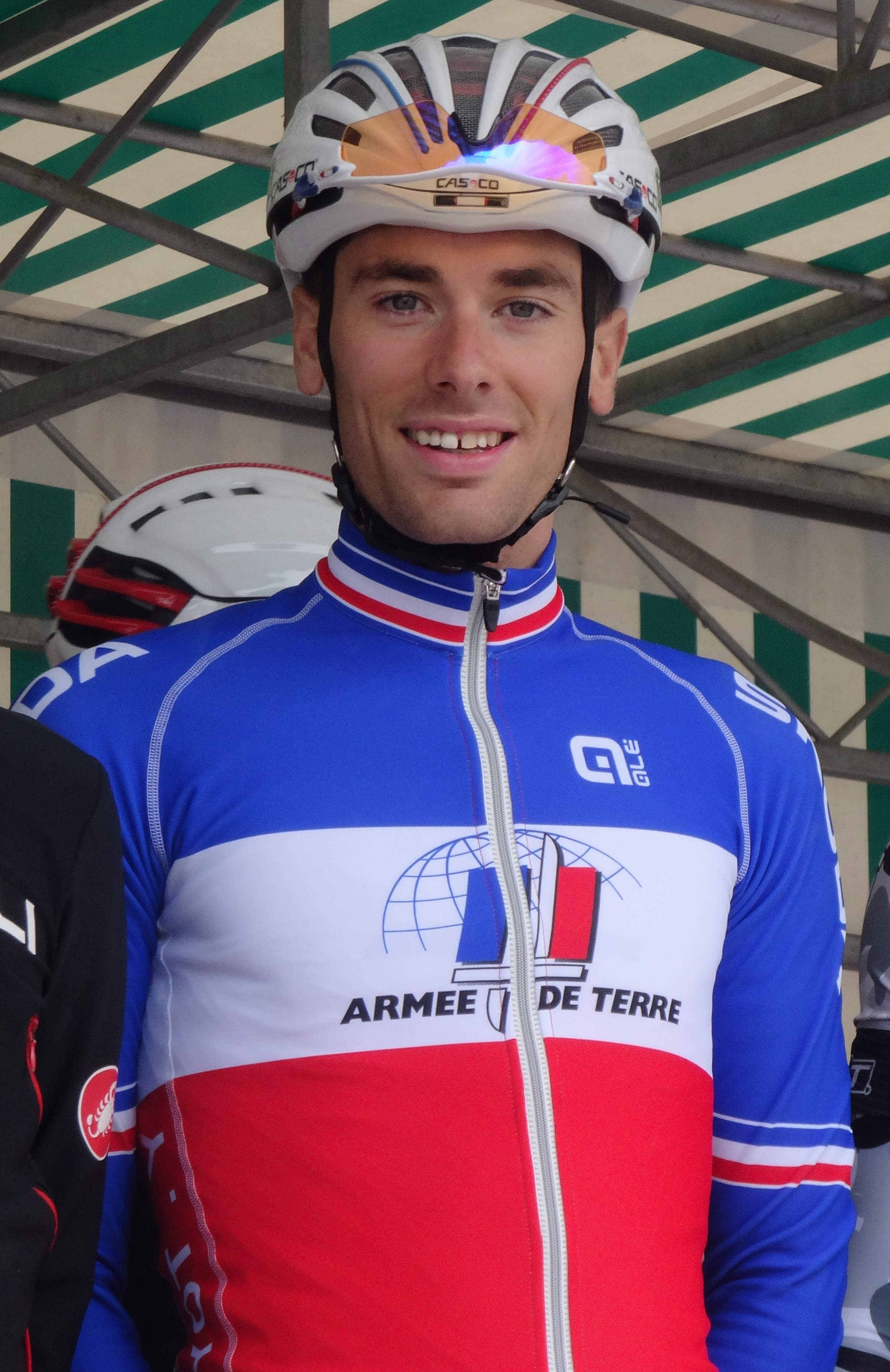
Yann Guyot arborant son maillot de champion de France amateurs lors du Grand Prix de Bavay.

### Palmarès sur route
- 2004
  - 2e du Tour du Morbihan Juniors
- 2006
  - Tour de Belle-Île-en-Mer
- 2007
  - Prix de la Saint-Laurent Espoirs
- 2008
  - 6e étape du Circuit des plages vendéennes
  - Grand Prix de Plouay amateurs
  - 2e du Circuit du Mené
  - 2e de Jard-Les Herbiers
  - 3e du Grand Prix U
- 2009
  - 6e étape du Circuit des plages vendéennes
  - 7e étape de la Ronde Finistérienne
  - 2e du championnat de Bretagne sur route
  - 3e du Tour de Belle-Île-en-Mer
- 2010
  -  Champion de Bretagne sur route
  - Champion d'Ille-et-Vilaine sur route
  - Circuit du Morbihan
  - Roue tourangelle
  - Classic Désertines-Huriel
  - Tour du Léon
- 2011
  - Boucles du Haut-Var :
    - Classement général
    - 1re étape

  - 3e étape des Boucles de la Marne
  - 2e étape du Tour des Deux-Sèvres
  - Grand Prix de Plouay amateurs
  - 3e étape des Deux Jours cyclistes de Machecoul
  - 2e de La Gislard
  - 2e du championnat d'Île-de-France sur route
  - 2e du Grand Prix de Fougères
- 2012
  - Manche-Atlantique
  - 1re étape du Tour du Canton de Saint-Ciers
  - Prix de la Saint-Laurent
  - Ronde Mayennaise
  - 2e du championnat d'Île-de-France
  - 3e de Jard-Les Herbiers
- 2013
  - Bordeaux-Saintes
  - Trophée Loire-Atlantique
  - 2e de Paris-Chauny
  - 2e du championnat d'Île-de-France
  - 3e de Troyes-Dijon
  - 3e du championnat de France sur route amateurs
- 2014
  -  Champion de France sur route amateurs
  - Grand Prix de Corbère
  - Ronde du Canigou
  - La Melrandaise
  - 1re étape du Tour de Bretagne
  - Tour Nivernais Morvan :
    - Classement général
    - 4e étape

  - Tour du Pays du Roumois
  - Boucles de l'Austreberthe
  - Boucles Sérentaises
  - Grand Prix Cristal Energie
  - Prix de la Saint-Laurent
  - Grand Prix des Marbriers
  - Grand Prix de Fougères
  - 4e étape du Tour de Moselle
  - Paris-Connerré
  - 2e du Grand Prix de la ville de Buxerolles
  - 2e du Tour du Canton de Saint-Ciers
  - 2e du Grand Prix de Boussière-sur-Sambre
  - 3e des Deux Jours Cyclistes du Perche
  - 3e des Trois Jours de Cherbourg
- 2015
  - 3e étape du Tour du Loir-et-Cher
  - 3e de Manche-Océan
- 2016
  - Prix de la Saint-Laurent
  - 2e du Grand Prix de Fougères
  - 3e du Grand Prix Lorient Agglomération
- 2017
  - 3e de Paris-Arras Tour
  - 3e du Tour de Rhuys
- 2018
  - Champion de Normandie sur route
  - 5e étape du Tour de la Manche
  - 2e du Circuit des Remparts
  - 3e de la Ronde du Porhoët
  - 3e des Boucles de l'Austreberthe
- 2019
  - Souvenir René-Lochet

### Classements mondiaux
| Année           | 2008 | 2009 | 2010 | 2011 | 2012 | 2013 | 2014 | 2015 | 2016   | 2017 |
| --------------- | ---- | ---- | ---- | ---- | ---- | ---- | ---- | ---- | ------ | ---- |
| UCI Africa Tour | 216e |      |      |      |      |      |      |      |        |      |
| UCI Europe Tour | nc   | nc   | 382e | nc   | nc   | 688e | 114e | 507e | 1 112e | 993e |

### Palmarès sur piste

#### Championnats de France
- 2004
  - 3e de la poursuite par équipes juniors
- 2007
  - 2e de la course aux points espoirs
- 2008
  - 2e de la course aux points espoirs

## Distinctions
- Lauréat du trophée ACCDN-ROCC 2014

## Palmarès en triathlon
Le tableau présente les résultats les plus significatifs (podium) obtenus sur le circuit national de duathlon depuis 2021,.
| Année | Compétition                                        | Pays   | Position      | Temps           |
| ----- | -------------------------------------------------- | ------ | ------------- | --------------- |
| 2021  | Championnats de France de duathlon longue distance | France | Médaille d'or | 2 h 24 min 42 s |